# (1783) Albitskij
(1783) Albitskij es un asteroide perteneciente al cinturón de asteroides descubierto el 24 de marzo de 1935 por Grigori Nikoláievich Neúimin desde el observatorio de Simeiz en Crimea.
Está nombrado en honor de Vladímir Aleksándrovich Albitski (1891-1952), director del observatorio de Simeiz desde 1934 hasta su muerte y descubridor de varios asteroides.